# 24 Heures de Spa 2024
 (juillet 2025).
Si vous disposez d'ouvrages ou d'articles de référence ou si vous connaissez des sites web de qualité traitant du thème abordé ici, merci de compléter l'article en donnant les références utiles à sa vérifiabilité et en les liant à la section « Notes et références ».
Navigation
Édition précédente Édition suivante
Les 24 Heures de Spa 2024 (2024 CrowdStrike 24 Hours of Spa), disputées du 27 juin 2024 au 30 juin 2024 sur le Circuit de Spa-Francorchamps, sont la septante-septième édition de cette épreuve. La course faisait partie du GT World Challenge Europe Endurance Cup 2024 et du Intercontinental GT Challenge 2024.

## Course

### Classements intermédiaires
| Pos. | Après la 1re heure | Après la 1re heure | Après 6 heures | Après 6 heures    | Après 12 heures | Après 12 heures   | Après 18 heures | Après 18 heures   |
| Pos. | n°                 | Voiture / Pilotes  | n°             | Voiture / Pilotes | n°              | Voiture / Pilotes | n°              | Voiture / Pilotes |
| ---- | ------------------ | ------------------ | -------------- | ----------------- | --------------- | ----------------- | --------------- | ----------------- |
| 1    |                    |                    |                |                   |                 |                   |                 |                   |
| 2    |                    |                    |                |                   |                 |                   |                 |                   |
| 3    |                    |                    |                |                   |                 |                   |                 |                   |
| 4    |                    |                    |                |                   |                 |                   |                 |                   |
| 5    |                    |                    |                |                   |                 |                   |                 |                   |

## Pole position et record du tour
- Pole position :
- Meilleur tour en course :

## À noter
- Longueur du circuit : 7,004 km
- Distance parcourue par les vainqueurs : 3 761,148 km